# Temnik
Der Temnik (russisch Темник, burjatisch Тэмнэг) ist ein linker Nebenfluss der Selenga in der russischen Republik Burjatien in Sibirien.
Der Temnik entspringt im Gebirgszug Chamar-Daban südlich des Baikalsees. Er durchfließt das Bergland zwischen dem Chamar-Daban im Norden und dem Kleinen Chamar-Daban (Малый Хамар-Дабан) im Süden in östlicher Richtung. Der Temnik erreicht schließlich die Selenga. Er vereinigt sich mit einem Seitenarm der Selenga, so dass die eigentliche Mündung des Temnik mehrere Kilometer flussabwärts liegt. Der Abfluss des Gussinojesees mündet linksseitig in diesen Flussarm. Der Temnik hat eine Länge von 314 km. Er entwässert ein Areal von 5480 km². Der mittlere Abfluss (MQ) 59 km oberhalb der Mündung beträgt 29 m³/s. Der Temnik ist zwischen Mai und Oktober eisfrei. In den Monaten Mai bis September führt der Fluss üblicherweise Hochwasser.